# Caprolactama
La caprolactama (en anglès; Caprolactam) és un compost orgànic amb la fórmula (CH₂)₅C(O)NH. És un sòlid incolor i una lactama o amida cíclica de l'àcid caproic. Aproximadament cada any se'n produeixen 2.000 milions de quilos. La caprolactama és el precursor del Nylon 6, un polímer sintètic molt usat.

## Síntesi i producció
La caprolactama va ser descrita primer a finals del segle xix quan es preparava per a la ciclització de l'acid aminocrapoic. Hi ha molts mètodes per sintetitzar la caprolactama la majoria se sintetitza a partir de la ciclohexanona (1).

## Usos
Gairabé tot la caprolactama produïda es destina a produir Nylon-6. La polimerització d'anell obert:
n (CH₂)₅C(O)NH → [(CH₂)₅C(O)NH]n
El Nylon-6 es fa servir molt en fibres i plàstics.

## Seguretat
La caprolactama és un irritant i és lleugerament tòxica amb una DL50 d'1,1 g/kg (rata, oral). En aigua la caprolactama s'hidrolitza per donar àcid aminocaproic, usat en medicina.
Cap a 2011 la caprolactama té l'estatus del grup 4 "probablement no cancerigen en humans".